# デスピリア
『デスピリア』（deSPIRIA）は、電脳映像製作所が製作し2000年9月21日にアトラスから発売されたドリームキャスト用ゲームソフト。CERO設立前のためレイティングは行われていないが、パッケージ表面には「この作品には暴力・流血・ホラー表現などが含まれています」などの注意が記載されていた。

## 概要
愛情・憎悪・信頼・嘘など人の心の光と闇を覗き、次々と起こる事件の真相を暴いていくRPG。心を読んだり破壊したりする「マインド能力」を駆使して次々に起こる事件を様々な場所で情報を集めて解決するのが目的。おぞましくも美しい世界観は非常に禍々しく、一部ではドリームキャスト「最狂」のRPGと評される。作中ではクリーチャーや薬物中毒者が跋扈しており、全編を通じて「鬱」「スプラッター」「グロテスク」「ホラー」な表現が多いが、同時に薬物で頭がおかしくなった人の狂った行動が滑稽に描かれるなどブラックユーモア的な表現も多い。
ストーリーは全5章。作中で「詩篇戦争」と呼ばれる終末戦争後の荒廃した2092年の大阪市とその周辺が舞台で、ミナミ地区、そえもん町、せんば、天満橋、御堂筋、アメむら、尼崎ブレイクタウン、TNL（TOBITA NEW LAND）などの地名が舞台として登場するほか、新東京、コウベなどの地名も出て来る。また、重要な舞台の一つである「再生の塔」はかつて「ツーテンカク」と呼ばれていたという紹介がされている。欠損した体の一部をサイボーグ化して補ったりするなど科学が発達したサイバーパンク的な世界と、異端審問や教皇を頂点としたヒエラルキーなど「教会」を中心とした宗教的な世界が融合して描かれている。
ゲーム終盤でバッドエンドに分岐する選択肢が複数あるマルチエンディングとなっている。

## あらすじ
大陸の殆どが焦土と化し世界人口の三分の二が死滅した「詩篇戦争」から22年、異端者暗殺の任務を帯びた「教会の剣」と畏怖されるマインド使いアルーアは、列車内でターゲットの思念を走査し抹殺するため列車に乗り込む。しかし不運にも、列車は突然起こった爆発に巻き込まれ、トンネルの中で転覆事故を起こしてしまう。アルーアはターゲットを見失い捜索を始めるが、同時に教会では別の怪奇事件が起こっていた。アルーアは様々な事件と、その裏に隠された世界を飲み込む巨大な陰謀の謎に挑むことになる。

## システム
問題解決のための情報収集は主人公を中心に360度が見渡せる「スフィアシステム」により範囲内に現れる探索ポイントを調べることで行う。探索ポイントでは会話・移動のほか対象を動かしたり操作したりする「詳しく探索」やマインド能力により心を読む「マインドダイブ」が実行可能だが、行動によりダメージを受けたり戦闘に発展したりする場合もある。なお、ダイブを行うと経験値を獲得することが出来る。マインドダイブを行うと不快な効果音と様々なエフェクトと共に文章の断片などが画面に表示される。
戦闘もマインドを使役して相手の「心」を攻撃するシステムで、思念を具象化させた「マインド」と主人公のパーティで敵と戦うことになるが、主人公アルーアが倒れるとマインドが残っていてもゲームオーバーとなる。マインドはストーリー進行に応じてメモリ内に最大6体作成でき、2体までを戦闘に出すことが出来る。主人公はマインドの入れ替えや「解放」（自爆攻撃）、アイテムの使用のほか、攻撃も出来るが基本的に単体にしか攻撃できない。対してマインドは「怨」「愛」「死」「絶」の属性と様々なアビリティを持っている。但し経験値によるレベルアップはしないため、マインドの強化及びレベルアップは主にイベント戦闘で得られる「記憶素子」を付加することで行うことになる。
戦闘を伴うイベントが多いことや、前述のとおり戦闘以外で経験値を得ることが出来ること、マインド強化のための「記憶素子」はごく一部を除いて通常戦闘では得られないことなどからランダムエンカウントでの戦闘はさほど重要ではない。また独特な世界観は戦闘システムにも反映されており、装備品は思念を強化するために延髄から視床下部に打ち込む「撃針」（攻撃力が上がる）、脳に寄生させ精神防壁を強化する「人工線虫」（防御力が上がる）などであり、ステータス異常もマインドが呼び出せなくなる「脳震盪」やスリップダメージを受ける「出血」「大出血」など他作品ではあまり見られない独特な表現がされている。

## 用語
独自な用語が多いため難解な専門用語はストーリーに登場する毎にデータベースに保存され簡単な解説を確認することが出来る。
教会
詩篇戦争により荒廃した世界で、遺伝子異常により絶滅の道をたどっていた人類の治療法を確立したことで世界を救った組織。以降は教会が定めた思想・体制が人類のよりどころとなり結果世界を支配している。一方で教会に反発する組織を「異端」として弾圧する強権的な面もある。本来の教会はマインド治療を確立したラザロと技師団、及び治療の場となった再生の塔を指していたが、離反したオルデラが設立した新たな教会によりその事実は封印されている。
マインド
感情や記憶が具象化したもので普通の人間は見たり触れたりすることが出来ない。マインドを操る者はマインド使いと呼ばれ他人の心を読んだり記憶の破壊、修復、受け渡しなどや、ものに残った残留思念を読み取ることなどが出来る。
正確には、”マインド使い”によって生み出される、人の記憶が実体化した生命体。その存在は大戦後に確認された。通常の人間は見ることができないが、”マインド使い”はこれらを自らの意志で操ることが可能になる。
スピリア
蔓延しつつある新種の薬物。記憶溶剤と言われる。人の記憶を物質化したもので、摂取することでその記憶を体験することが出来る。強い依存性と精神や肉体を崩壊させる副作用がある。

## 登場人物
アルーア・バレンタイン
本作の主人公。教会内の異端摘発部隊「武装侍女団」のメンバー。主に異端者の暗殺や異端組織への潜入など表沙汰にできないミッションを担当する。教会最強の呼び声高く味方からは「教会の剣」と、敵からは「教会の魔女」「死神」と呼ばれる。冷静沈着で表情に乏しく笑顔が苦手だが類まれな美貌の持ち主でもあり、強さと美しさから彼女に憧れや欲情を抱く者も多い。他人の心を読む特殊能力が人の温もりを知らずに育つことになる。幼くして両親を失い、教会内で育てられた。18歳。168cm/45kg。
ヴィクトル・ラザロ
「生命の技師」を名乗る技術者。アンドロイドに感情を与えることで新たな生命を創造していた「ヴィ・ラザフォード」、スピリアの技術で記憶の物質化を試していた尼崎のスピリア精製工場「セクター12」の責任者「ドク」は同一人物。かつての大戦（詩篇戦争）で様々な生物兵器・化学兵器が使用される過程であらゆる分野の科学技術が統合された結果人類は肉体的な異常全てを除去することに成功したが、同時に感情、生きる欲求すら持たない子供が生まれるようになった。そんな中彼は学者集団と共に疑似的な生命体で移植することで人の記憶を喰う代わりに感情を放出する思念的な共生生物「マインド」を作り出し、子供たちに感情を取り戻した。また、人類に救済をもたらした技師と施設のある「再生の塔」は教会と呼ばれるようになった。しかし施設が整いオペレーションが軌道に乗ると「生命そのものの治療にとりかかる」と告げて教会を去った。その後は自らを思念化し、マインド使いの喰らった記憶などを無限に取り込んで自分の考えとあらゆる人間の考えを統一し、自らが神となって導くことを目指した。
プロスペロ技師長
元はラザロ率いる技師の一人。ラザロがさらなる研究のため、オルデラはプロスペロとの確執の末に塔を離れ、レンドルフもメノウを苦しみから解放するための行動に専念したことから、ただ一人再生の塔に残り子供たちの治療を続けている。当初はラザロを死んだことにしてアルーアを真実から遠ざけようとしていたが、レンドルフがアルーアに会ったことを聞くと態度を変え、自身が知る限りの真相を話すと共に「真実は自分で見極めろ」とアルーアに告げて帰らずの病院へ向かうよう促した。物語終了後、教会に代わる新たな世界の指導者となる。フルネームはイグナシオ・プロスペロ。
教皇オルデラ
元はラザロ率いる技師の一人。プロスペロとの確執により同志を連れて再生の塔を離脱し現在の教会を設立、教皇の座に就く。再生の塔周辺を異端の地として封印する、アルーアが真実に近づくと教会の敵を発動して抹殺しようとするなど真実を封印する方向で行動している。スピリアを量産し蔓延させていた理由については「典型的な信者の思念パターンを持つスピリアを世界中にばらまくことで、この世を神の楽園へと再生させようとしていた」と語られている。
レンドルフ支配人
元はラザロ率いる技師の一人。ラザロの娘メノウに深い愛情を抱いており、ラザロがメノウを連れて塔を離れてからもメノウに会うため交流を持っていたが、「この世で一番大切なものが壊れていくのを、見たくはないだろう？」と告げられ追い出される。その後はメノウを助けるために、泣き声にメノウの思念を流すアンドロイド「イライジャ」を作成。その思念を感知できる強力なマインド使いを探していた。フルネームはオスカー・レンドルフ。

### 教会
大司教ラーベン
オルデラはラーベンを通してしか会うことすらできないため、教会の実質的な指導者にある大司教。子供の誘拐事件やスピリア売買の調査などをアルーアに命じる。事件の黒幕。
司祭セス
かつて教会最強のマインド使いとして活躍していたアルーアやアイラの師匠。信者以外にも分け隔てなく慈悲をもって接する人格者だがそれ故に教会内では眉をひそめる者も多い。最近出回り始めた「物質化した記憶」ともいうべき奇妙なものの調査を独自に進めていた。教会の秘密に近づきすぎたためトウコにスピリアを打たれてクリーチャー化しアルーアを襲う。
司祭ボイス
マインド使いを否定する「根源派」の司祭。子供たちの失踪事件を起こして教会領内を混乱させることでラーベン達主流派の失脚を狙っていた。しかし事が済めば子供たちは親元に返すよう指示している。事が露見しアルーアのダイブによる調査中、オルデラの名を出しそうになったことでトウコに操られ舌を噛み切り死亡。
マルタン神父
ミナミ・セントラルの中央伝道所に勤める真面目な神父。教会内部の腐敗に気付いており、フーシェの前任地である尼崎にも疑念を抱いていた。「私に何かあったら教会を疑え」と告げて教会の調査に向かう。
フーシェ神父
最近尼崎からミナミにやってきた神父。異端的な教えを述べる。スピリア売買の主犯。
リシュアン神父
ミディアン地区の神父。かつては教会の殺し屋で「聴罪師リシュアン」の異名を持ち、死神ビリーとのコンビで恐れられた。マインド使い特有の記憶を失う病で精神を、悪性のがんにより肉体を蝕まれており死期が近い。

#### 武装侍女団
トウコ・エリ・マガツハラ
バザールでの連続子供失踪事件調査で指揮を執る情報処理のエキスパート。元は教皇庁の調査局に所属していたがその能力を買われ武装侍女団に加入したため、失踪事件調査の加勢に入ったアルーアとはこの時が初対面。しかし憧れも抱いており、戦闘ではアルーアと同じマインドを操る。教会の教えに忠実であろうとする余り、疑問を頂きつつもボイスの殺害、セスへマインドを注入しクリーチャー化させる、アイラ達侍女団を殺し屋に襲わせ全滅させるなど協会による非道な行いの実行犯を担った。妻帯を禁じられている司教が女性信徒に産ませた子で、醜聞を隠そうとした教会により父は司教を解任、母は僻地送りとなっている。21歳。マガツハラを漢字で書くと ｢禍津原｣ となる。
アイラ・バニングス
華やかな容姿と明るい性格で「教会の華」と謳われる兵器システムのスペシャリスト。アルーアとも親しいが、熱烈な思いを寄せているセスがアルーアを目にかけているため、強い憎悪を抱いていたのをうかがわせる描写もある。ミナミで行っていたスピリア売買の調査ミッション中にトウコの放ったマインド無効化装置を装備した殺し屋に惨殺され、指揮していた調査チームも全滅した。元資産家の娘で5歳で教会に預けられるまでは両親の愛を十分に受けて育った。ラーベンの秘めた性癖について妙に詳しい。22歳。
チャニ・マハラチャニ
15歳で博士号を3つ取得した天才少女で武装侍女団の新人団員。アンドロイド暴走事件の容疑者ヴィ・ラザフォードを調査中にトンネルでの列車事故に巻き込まれる。正体は教会の内部調査のため潜入した新東京のスパイ。教会の腐敗を確認した後、侍女団を脱退する。

### その他

#### トンネルエリア
レナ・スパーリング
アルーアが探していたターゲットで異端組織「輝ける橋」の幹部。ミナミのタオ・ファミリーともつながりがある。「煩わしいため身近にいる者の思念を読みたがらない」というマインド使いの特徴を逆手に取り、あえてアルーアと共に行動しつつ、隙を見て不意打ちを加えて逃亡したが、暴走したアンドロイドに惨殺された。
フィオナ・ハート
ヒステリックな性格をした新東京ブルースの歌手。過去に喉の手術を受けて成功している。ヴィの実験台にされたことで精神の腐食を起こし、肉体まで変異させ最後はアルーアに処分される。
バイオレット・メリル
頭に包帯を巻いた若い女性だが、本物のバイオレットはヴィに殺害されており、バイオレットの記憶を物質化したものを撃ち込まれた存在。ヴィは新しい体があればいくらでも作れると言い、実際何度も蘇り、事件を解決したと油断したアルーアに背後から攻撃し、致命的なダメージを与える。

#### セントラル教会領
元締めのディルキン
スラムエリアを取り仕切る男。教会に協力した方が利益になると考えており、嫌味を言いながらも情報やアイテムを譲ってくれる。彼に届け物をするサブイベントをクリアすると大金を得ることが出来るが、失敗すると異常な強さの敵となって立ちはだかることになる。
マスターのアンドレ
バザールにある「バーみやび」のマスター。妻と子を石死病で亡くしており、その際に金銭を理由に助けなかった教会を憎んでいるが、手遅れではあったが妻子を救護院に入れるよう手配してくれたセス司祭とギタリストのボビーだけは信頼している。ボビーから受け取った信頼の証を見せると調査に協力してくれるようになる。
のぞき屋ゴドー
バザールで発生している連続誘拐事件の実行犯。マインド能力者で子供を誘拐する現場を目撃している母親から事件の記憶を消去していた。作中のグラフィックではわかり辛いが顔が歪み、声はしゃがれ、手は黒く、腰の曲がった異形をしているため人々からバケモノ呼ばわりされるなど迫害を受けていた。その復讐のため罪悪感を抱きつつも犯罪に手を染めている。
カーラ教徒
異端の神カーラ女神を崇める一団。教祖のカーラシャーマンは神像と同じく自身の腕に加え更に1対の腕が腋から生えている。また教徒たちはゴドー同様誘拐事件の実行犯で荒事を担当した。誘拐した子供たちは尼崎のセクター12に送っていた。

#### ミナミ・セントラル
ビル・コルヴェノ
かつてはミナミ一体を仕切っていたが、スピリア売買で得た資金でのしあがった「タオ・ファミリー」に押され、現在は構成員3人にまで落ちぶれているマフィア「ロッコ・ファミリー」のボスで「死神ビリー」の異名を持つ。かつてはリシュアンとコンビを組んでおり決して敵に回してはいけないと恐れられていた。思念を銃に変える特殊能力を持つ。錯乱したリシュアンを助けるために教会を襲撃した。
ルッカ
ビリーの妹分。母であるみゆきとミディアンに住んでいる。
みゆき
ミディアン司教区にて居酒屋を経営するルッカの母
メネ・ヴァルラン
新東京の占い師兼神霊医。フーシェと共にスピリアの売買に関与している。薬自体は悪では無く使う人間がどう使うか次第と考えており、記憶が消えていく病を患うリシュアンを治療するためスピリアを使おうとしていた。
福西模型店主
精巧且つ人間のような言動をする人形作りに定評のある福西模型店の店主。しっかり者のマリア、ミーハーなパルマ、真面目なベスのアンドロイド三姉妹を店員とし、自身は開発に専念している。教会からの依頼でマインド攻撃を無効化する機械を製作しており、試作品はアイラ達侍女団の襲撃に使用され、完成品は精神防御壁を失い悪思念を防げなくなっていたリーザに届けられた。
パルマ
福西模型の誇るアンドロイド三姉妹の次女。福西模型店の店員。ことあるごとに店番を放り出す。
ベス
福西模型の誇るアンドロイド三姉妹の三女。福西模型店の店員。姉の遊び癖に悩まされてる。
マリア
福西模型の誇るアンドロイド三姉妹の長女。妹たちに店をまかせ、リーザの看病をしている。
リーザ
精神防壁を失い寝たきりになっている女性。罪悪感から生きる意味を見失い起きることを拒否していた。

#### 尼崎ブレイクタウン
ムーダンのママ
最新のガーディアンや高価な生体クリスタル製のオブジェを備える会員制の高級クラブ「ムーダン」のママ。クレメンス、ゲンと共にスピリアの材料として各地からさらわれてきた子供たちを受け取り、精製施設であるセクター12に送っていた。また、スピリアは幼い子供に強い恐怖を与えることでより質の高い高純度に精製されるため、その恐怖を与える役割も果たしていた。
マスターのゲン
「NO.1の毒美」「食べちゃうサオリ」「引っかいちゃうミユキ」などクリーチャーがホステスを務めるバイオレンスパブ「地獄月」のマスター。スピリア製造施設にするために工場長のロレンツォをスピリア付けの廃人にして屑鉄再生工場の一角を奪った。エデンの飲み屋「東京滅酒」のマスター、ドキは弟。またもう一人兄がいるらしい。
売人のクレメンス
多くの廃人を生み出しているスピリアの売人。その「材料」を入荷するため子供の誘拐事件にも関わっている。
新東京のエージェント
セクター12の責任者「ドク」に雇われたマルコム、ジェイド、エルリックの3人。黒スーツに色違いのネクタイを纏う。セクター12に侵入したアルーアに立ちはだかる。
アラム、ソロス、ミカル、ヨアヒム
各地で誘拐されセクター12に連れてこられた子供たち。記憶を詰め込まれたり抜かれたりと非道な実験を生き延びていたが、アラムは母親の記憶をなくしたことでおかしくなってからどこかに連れていかれ、ソロス・ミカル・ヨアヒムの3人はマルコムが死の際に放ったマインドバーストにより暴走してアルーアを襲う。それぞれ尼崎のアリシアの息子（アラム）スラムのハンナの息子（ソロス）バザールのドリーの娘（ミカル）そえもん町のキャシーの孫（ヨアヒム）。

#### エデン
イオ
リーシュと共に教会からの刺客としてアルーアを狙う暗殺者の少年。かつてマインド移植手術を受けるがプロスペロ技師長のミスにより失敗。二度と手術を受けることのできない状況となっている。リーシュと共に行った最初の襲撃はプロスペロの仲裁を受け入れ撤退。次にリーシュが襲撃した際は傍観し、アルーアに倒されたリーシュにマインド移植手術を施してもらうため再生の塔に運び込んだ。その際には手術を受けるとそれまでの記憶は失われるため、リーシュが寂しくない様にたくさんの友達を作ってやるようプロスペロに依頼している。その後改めてアルーアに挑み倒される。
リーシュ
イオと共に行動する暗殺者の少女で元は二人とも再生の塔の出身。アルーアを襲うが敗れたのち、イオの依頼を受けたプロスペロによりマインド移植手術を受ける。マインドを受け入れる部分が損傷していたがアルーアとの戦いでマインド攻撃を受けたことが功を奏し、移植手術は成功した。
メノウ
ラザロの娘。父親の実験により思念を集めるためのサイバーネット「アゲート」と融合している。

## その他
- ドリームキャストマガジンの付録GD第7弾に1章ラストまでプレイできる体験版が収録されていた。
- ゲーム誌『ファミ通』の「クロスレビュー」の得点は26点（40点満点）[11]。
- 電撃オンラインのドリームキャスト発売20周年を記念した「編集部が選ぶドリームキャスト名作選」で『サクラ大戦3 〜巴里は燃えているか〜』や『エターナルアルカディア』などと共に取り上げられ「異色中の異色、尖りまくったRPG」「世界観がとにかく斬新＆強烈」「今なら描写できないと思えるほど過激」「物語面でこれを超えるゲームはほとんどない」などと評されている[12]。

## 参考資料
- 電撃攻略王編集部・ジャングルファクトリー有限会社 編『デスピリア公式攻略ガイド』角川書店、2000年10月10日。ISBN 4840216495。
- 「ゲーム実況の中の人」の中の人 編『ゲーム実況の中の人 3冊目』PHP研究所、2014年4月23日。ISBN 4569818323。